# Pasi Kauppinen
Pasi Kauppinen Kalevi, né à Kokkola le 19 août 1978, est un bassiste et compositeur finlandais.
Il fait partie depuis 2013 du groupe Sonata Arctica, en remplacement de Marko Paasikoski. Il joue de la basse sur l'album Pariah's Child.

## Groupes[2]
Il joue de la basse dans plusieurs groupes simultanément.
Depuis 2005 il fait partie du groupe Isäntä Meidän. Il a participé aux albums Vereen Piirretty Viiva (2005), Isän poika (single de 2011), Toinen Tuleminen (2011) et ...and the Weird Turned Pro (2012).
Il joue également de la basse pour Mental Care Foundation et Winterborn (sur leur album Farewell to Saints en 2009).
Depuis 1995 il participe au groupe Silent Voices. Il a joué sur Memory and the Frame (EP,1999), les singles You Got It et HumanCradleGrave en 2000, Chapters of Tragedy (2002), On the Wings of Rage (single, 2004), Infernal (basse et cœurs, 2004), Building up the Apathy (2006) et Reveal the Change (2013).
Pour Sonata Arctica, depuis 2013, il a participé en 2014 aux albums The Wolves Die Young (single), Cloud Factory (single), Pariah's Child, Love (single), Kingdom for a Heart (single) et Ecliptica – Revisited.